# Ālbū Gūlak
Ālbū Gūlak (persiska: آلبو گولک) är en ort i Iran.   Den ligger i provinsen Khuzestan, i den västra delen av landet, 600 km söder om huvudstaden Teheran. Ālbū Gūlak ligger 7 meter över havet och antalet invånare är 390.
Terrängen runt Ālbū Gūlak är mycket platt. Runt Ālbū Gūlak är det ganska tätbefolkat, med 54 invånare per kvadratkilometer. Närmaste större samhälle är Shādegān, 5,3 km väster om Ālbū Gūlak. Omgivningarna runt Ālbū Gūlak är i huvudsak ett öppet busklandskap.